# Università della Musica Fryderyk Chopin
L'Università della Musica Fryderyk Chopin (Polacco: Uniwersytet Muzyczny Fryderyka Chopina, UMFC) o Conservatorio di Varsavia, si trova in ulica Okólnik 2 nel centro di Varsavia, in Polonia. È la scuola di musica più antica e più grande della Polonia e una delle più grandi d'Europa.

## Storia

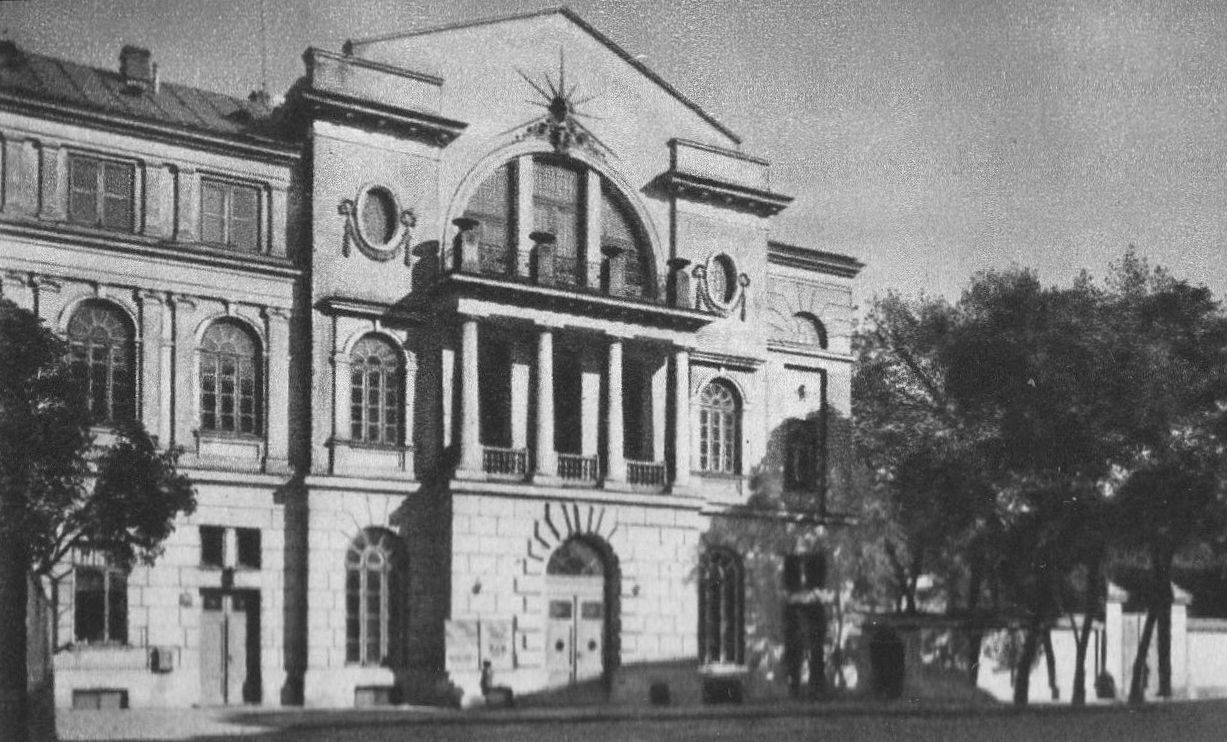
Il Conservatorio prima dell'insurrezione di Varsavia

Intitolata al compositore polacco Fryderyk Chopin (anche noto con il nome francesizzato di Frédéric François Chopin e che studiò lì dal 1826 al 1829), l'Università risale alla Scuola di musica per cantanti e attori teatrali fondata nel 1810 da Wojciech Bogusławski. Nel 1820 fu trasformata dal successivo insegnante di Chopin, Józef Elsner, in una scuola di musica più generale, l'Istituto di musica e declamazione; fu poi affiliata all'Università di Varsavia e, insieme all'Università, fu sciolta dalle autorità imperiali russe durante le repressioni che seguirono la rivolta del novembre 1830. Nel 1861 fu ricreata come Istituto di Musica di Varsavia.
Dopo che la Polonia riacquistò l'indipendenza nel 1918, l'Istituto fu rilevato dallo stato polacco e divenne noto come Conservatorio di Varsavia. Il vecchio edificio principale dell'istituzione fu distrutto durante la seconda guerra mondiale, nell'insurrezione di Varsavia. Dopo la guerra, nel 1946, la scuola fu ricreata come Scuola superiore statale di musica. Nel 1979 la scuola assunse il nome: Accademia Musicale Fryderyk Chopin. Nel 2008 la scuola ha cambiato ancora una volta il suo nome in Università della Musica Fryderyk Chopin.

## Edifici

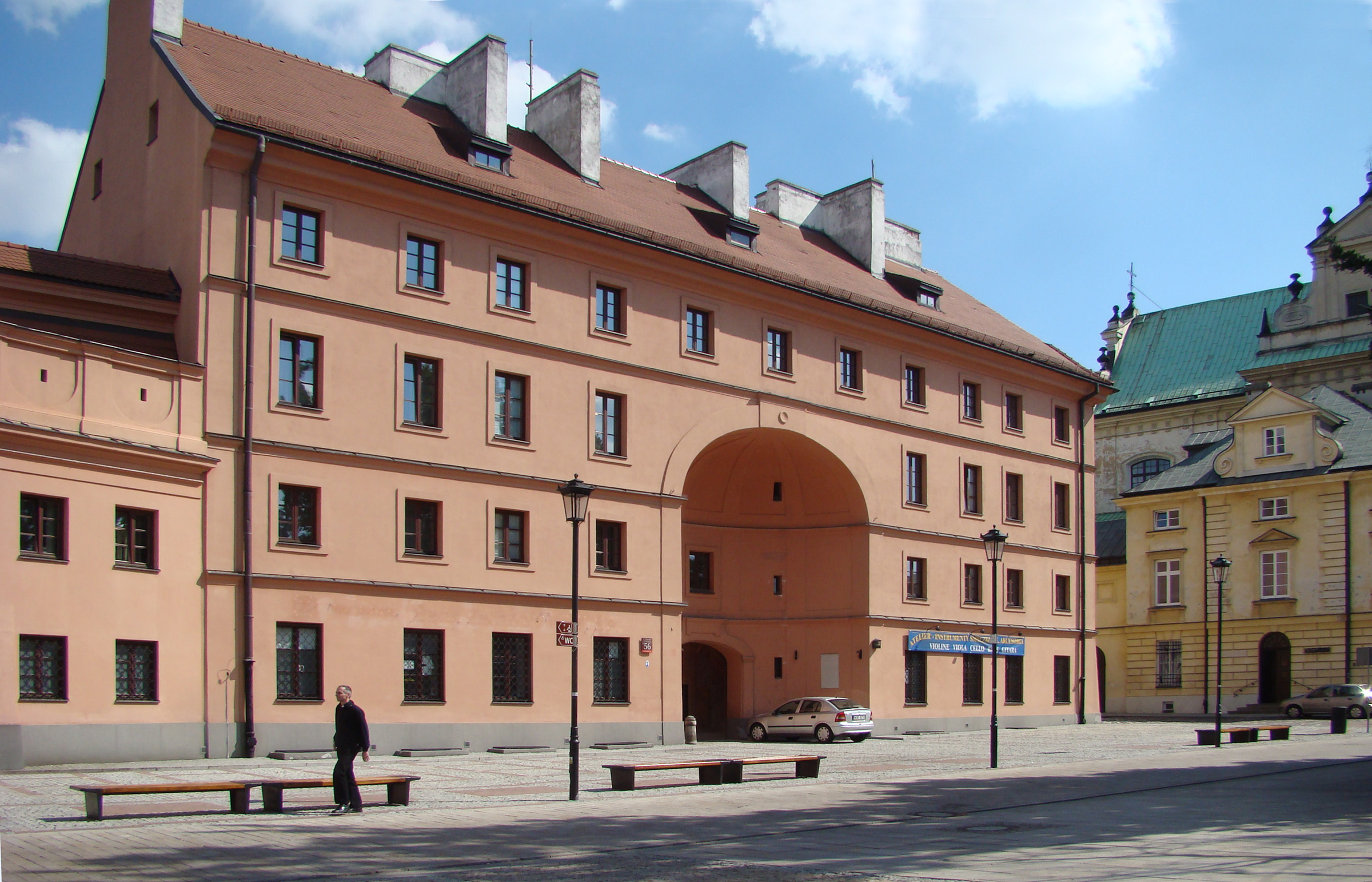
Dziekanka

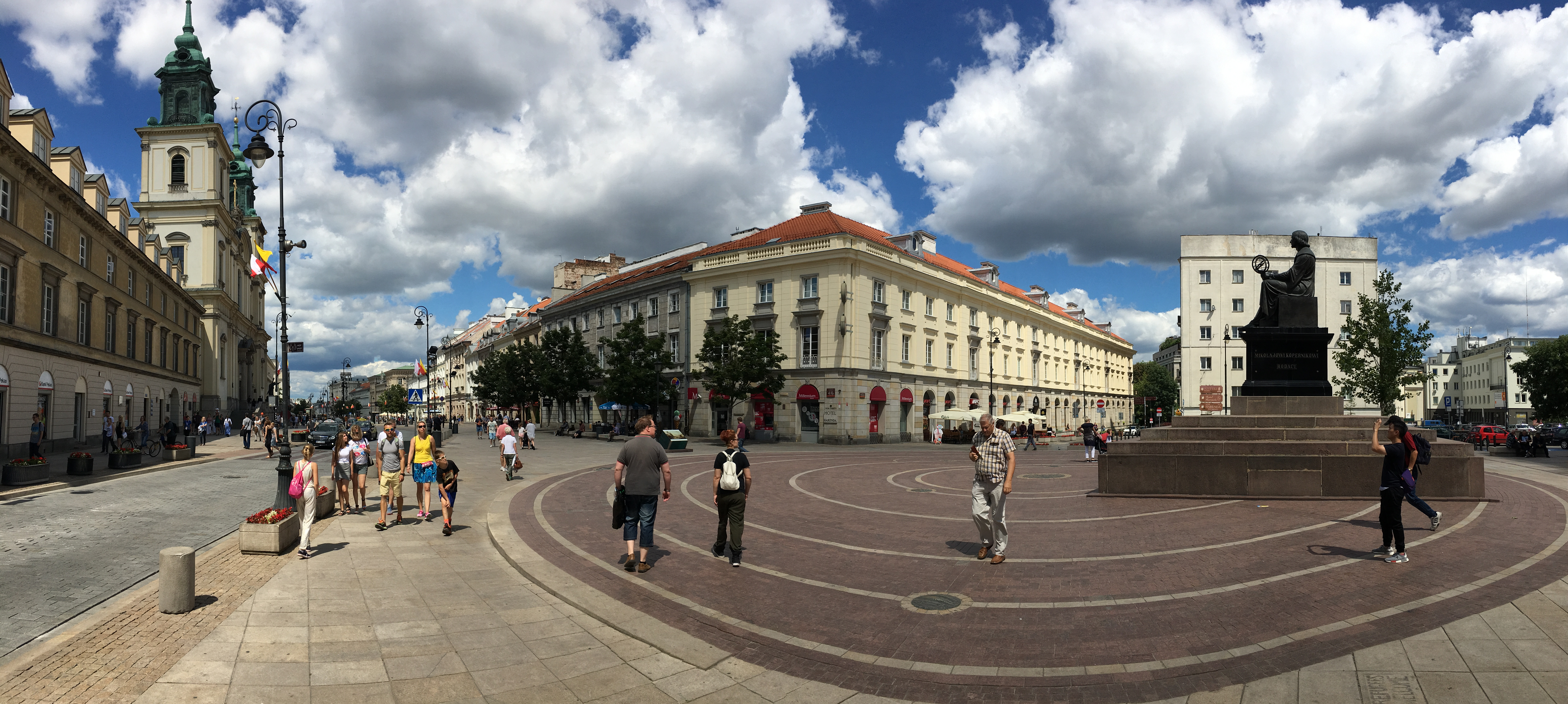
Krakowskie Przedmiescie Sud

L'edificio principale, in ulica Okólnik 2 nel centro di Varsavia, fu costruito tra il 1960 e il 1966. Contiene 62 aule insonorizzate, una sala da concerto (486 posti), il Teatro per Conferenze Szymanowski (adattato per le proiezioni cinematografiche, con 155 posti), la Sala da Musica da Camera Melcer (196 posti e un organo Walcker campionato da Piotr Grabowski), la Sala per l'Opera Moniuszko (53 posti), una sala ritmica, tre studi di registrazione e colonna sonora, uno studio di sintonizzazione, una biblioteca e una sala di lettura, gli uffici del rettore, gli uffici dei presidi, uffici di gestione, le camere per gli ospiti, la caffetteria GAMA e cliniche di medici e dentisti. C'è anche una libreria di libri di musica e una libreria di antiquariato.
L'Università ha anche un proprio dormitorio, Dziekanka, nella prestigiosa via Krakowskie Przedmieście 58/60. Quest'ultimo ha la sua sala da concerto da 150 posti.

## Dipartimenti
L'Università è divisa nei seguenti dipartimenti:
- Dipartimento di direzione d'orchestra e sinfonia
- Dipartimento di composizione e teoria della musica
- Dipartimento di studi strumentali
- Dipartimento di studi vocali e di recitazione
- Dipartimento di direzione e studi di coro, educazione musicale e ritmica
- Dipartimento di ingegneria del suono
- Dipartimento di musica sacra
- Dipartimento di danza
- Dipartimento di jazz e musica da palcoscenico
- Dipartimento di studi strumentali ed educativi, educazione musicale e studi vocali a Białystok

### Direttori e rettori
- Wojciech Bogusławski (1810–1814)
- Ludwik Osiński (1814−1816)
- Józef Elsner (1816–1830)
- Apolinary Kątski (1861−1879)
- Aleksander Zarzycki (1879−1888)
- Rudolf Strobl (1888−1891)
- Gustaw Roguski (1891−1903)
- Emil Młynarski (1903−1907)
- Stanisław Barcewicz (1910−1918)
- Emil Młynarski (1919−1922)
- Henryk Melcer-Szczawiński (1922−1927)
- Karol Szymanowski (1927−1929)
- Zbigniew Drzewiecki (1929−1930)
- Karol Szymanowski (1930–1931)
- Zbigniew Drzewiecki (1931–1932)
- Eugeniusz Morawski-Dąbrowa (1932−1939)
- Kazimierz Sikorski (1940−1944)
- Stanisław Kazuro (1945−1951)
- Stanisław Szpinalski (1951−1957)
- Kazimierz Sikorski (1957−1966)
- Teodor Zalewski (1966−1969)
- Tadeusz Paciorkiewicz (1969−1971)
- Regina Smendzianka (1972−1973)
- Tadeusz Wroński (1973−1975)
- Tadeusz Maklakiewicz (1975−1978)
- Bogusław Madey (1978−1981)
- Andrzej Rakowski (1981−1987)
- Kazimierz Gierżod (1987−1993)
- Andrzej Chorosiński (1993−1999)
- Ryszard Zimak (1999−2005)
- Stanisław Moryto (2005−2012)
- Ryszard Zimak (2012−2016)
- Klaudiusz Baran (2016–oggi)

### Dottorihonoris causa
- Igor Bełza
- Nadia Boulanger
- Plácido Domingo
- Jan Ekier
- Joachim Grubich
- Andrzej Jasiński
- Witold Lutosławski
- Andrzej Panufnik
- Arvo Pärt
- Krzysztof Penderecki
- Jean-Pierre Rampal
- Mstislav Rostropovich
- Arthur Rubinstein
- Witold Rudziński
- Jerzy Semkow
- Kazimierz Sikorski
- Stefan Śledziński
- Regina Smendzianka
- Stefan Sutkowski
- Tadeusz Wroński

### Professori
- Tadeusz Baird
- Henryk Czyż
- Zbigniew Drzewiecki
- Irena Dubiska
- Paweł Łukaszewski
- Witold Maliszewski
- Aleksander Michałowski
- Stanisław Moniuszko
- Witold Rudziński
- Ada Sari
- Tadeusz Szeligowski
- Karol Szymanowski
- Józef Turczyński
- Kazimierz Wiłkomirski
- Stanisław Wisłocki
- Władysław Żeleński

### Studenti
- Kari Amirian
- Grażyna Bacewicz
- Thomas Böttger
- Elisabeth Chojnacka
- Fryderyk Chopin
- Mikalojus Konstantinas Čiurlionis
- Ignacy Feliks Dobrzyński
- Marian Filar
- Grzegorz Fitelberg
- Mieczysław Karłowicz
- Stefan Kisielewski
- Paweł Klecki
- Hilary Koprowski
- Wanda Landowska
- Jerzy Lefeld
- Maciej Łukaszczyk
- Witold Lutosławski
- Jan Maklakiewicz
- Maciej Małecki
- Zygmunt Noskowski
- Jakub Józef Orliński
- Henryk Pachulski
- Ignacy Jan Paderewski
- Andrzej Panufnik
- Olha Pasichnyk
- Piotr Perkowski
- Ludomir Różycki
- Antoni Szalowski
- Stanisław Szpinalski
- Tomasz Szukalski
- Alexandre Tansman
- Piotr Tomaszewski
- Zbigniew Turski
- Eugenia Umińska
- Moshe Vilenski[5]
- Małgorzata Walewska
- Mieczysław Weinberg
- Kazimierz Wiłkomirski

## Concorsi
L'Università organizza i seguenti concorsi musicali:
- Il Concorso internazionale di violino solista Tadeusz Wronski (Międzynarodowy Konkurs T. Wrońskiego na Skrzypce Solo)
- Un concorso internazionale d'organo (Międzynarodowy Konkurs Organowy)
- Il Concorso per clavicembalo Wanda Landowska (Międzynarodowy Konkurs Klawesynowy im. W. Landowskiej)
- Il Concorso internazionale di violoncello Witold Lutoslawski (Międzynarodowy Konkurs Wiolonczelowy im. W. Lutosławskiego)

## Orchestre
L'Università ha due orchestre: un'orchestra sinfonica e l'orchestra dell'Università di Chopin, nonché un coro.

### Annotazioni
1. ↑  Il nome in polacco è Fryderyk Franciszek. Chopin adottò la variante francese Frédéric François, che ancora oggi è largamente utilizzata in alternativa al nome polacco originale, quando a vent'anni lasciò la Polonia per non tornarvi mai più.
2. ↑  Il cognome era in passato trascritto anche come Szopen in Polonia, secondo la pronuncia e l'ortografia polacca. Ora anche in Polonia l'ortografia usata nel cognome è quella francese (Chopin) (cfr. Corso di polacco per italiani, Wiedza edizioni).
3. ↑  Dal momento che a quel tempo il Conservatorio di Varsavia era affiliato al dipartimento artistico dell'Università di Varsavia, Chopin è anche annoverato tra gli ex studenti dell'Università.